# Giacomo Mola
Giacomo Mola, född cirka 1580 i Coldrerio, död 20 januari 1650 i Rom, var en italiensk arkitekt under barockepoken. Han gick i lära hos bland andra Flaminio Ponzio.

## Verk i urval
- Cappella Albertoni (ombyggnad; 1622–1625) – San Francesco a Ripa[1][2]
- Absidens dekoration – Santa Maria del Pianto[3]
- Ospedale di San Giovanni (fasaden)[4]
- Santi Andrea e Bartolomeo (ombyggnad)[5]

## Bilder
| - Cappella Albertoni i San Francesco a Ripa med Berninis skulptur Saliga Ludovica Albertoni. - Absiden i Santa Maria del Pianto. - Ospedale di San Giovanni. - Kyrkan Santi Andrea e Bartolomeo. |